# Doc Rivers
Glenn Anton «Doc» Rivers (Chicago, Illinois, 13 de octubre de 1961) es un exjugador y entrenador de baloncesto estadounidense que disputó 12 temporadas en la NBA y que entrena a los Milwaukee Bucks. Con 1,93 de altura, jugaba en la posición de base.
En su primera temporada como técnico, se llevó el premio al mejor entrenador del año. Más tarde, con Boston Celtics se convirtió en uno de los cinco entrenadores afroamericanos que han conseguido ganar el campeonato de la NBA.
Uno de sus cuatro hijos, Austin Rivers, es también jugador de profesional de baloncesto.

## Trayectoria deportiva

### Universidad
Entre 1980 y 1983 jugó con los Warriors de la Universidad de Marquette, en los cuales promedió 13,9 puntos, 4,6 asistencias y 3,3 rebotes por partido.

### Profesional
Fue elegido en séptima posición (31 en total) de la segunda ronda del Draft de la NBA de 1983 por Atlanta Hawks. Jugó 8 temporadas en el equipo, donde rápidamente se hizo con el puesto de titular. Su mejor año fue en 1987, cuando acabó la temporada promediando 12,8 puntos y 10 asistencias, cuarto en este apartado de toda la NBA. Tras un breve paso por Los Angeles Clippers, fichó por New York Knicks en 1992, donde, tras una primera temporada discreta, se perdió casi por completo la segunda a causa de las lesiones. A mediados de la temporada siguiente fue traspasado a San Antonio Spurs, donde completó, muy por debajo de su nivel, ésta y otra más, para retirarse en 1996.

### Entrenador

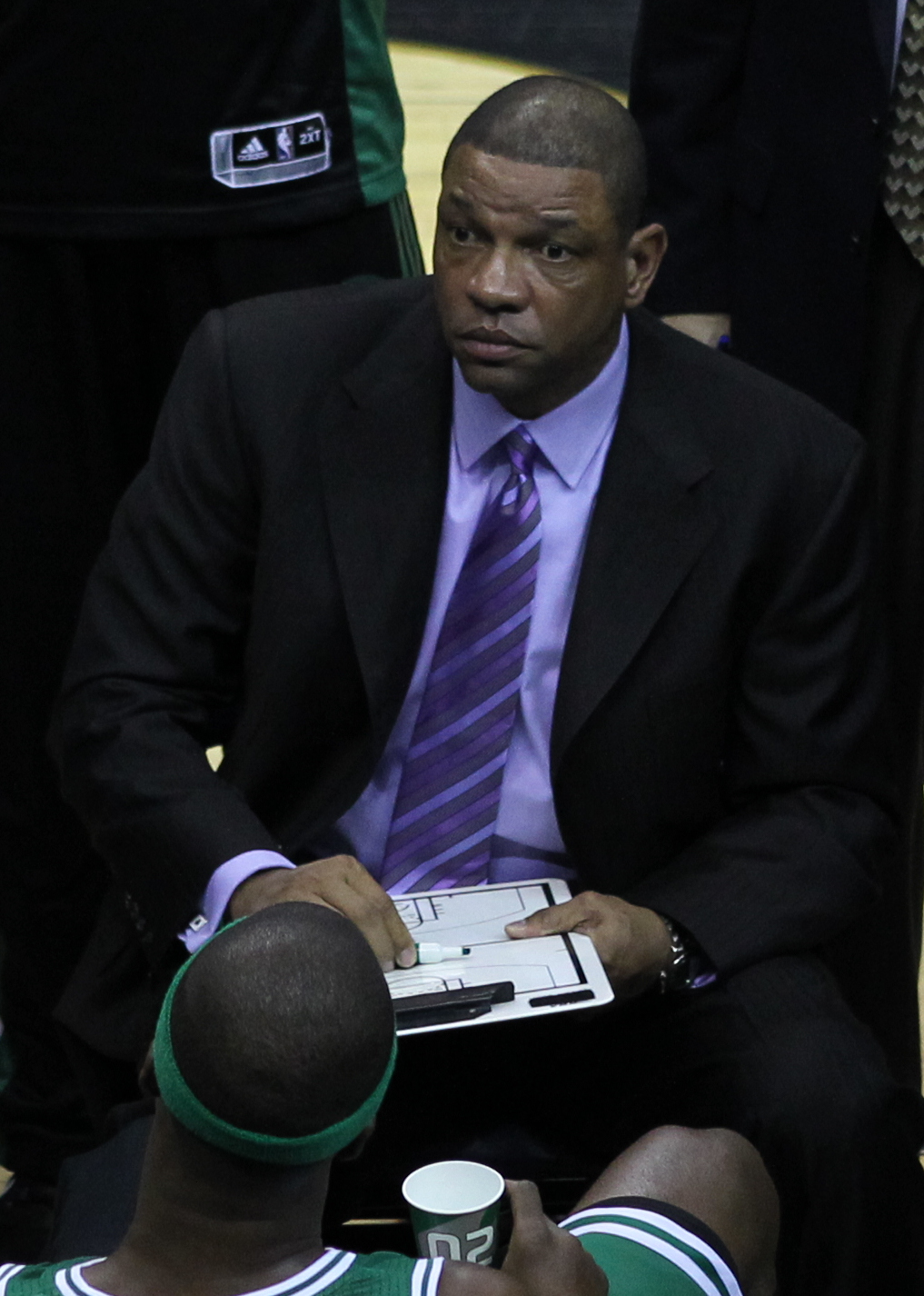
Rivers en 2011.

En 1999 se hace cargo del equipo de los Orlando Magic, donde, tras acabar con un porcentaje de victorias del 50% es nombrado Entrenador del Año. Allí permanece hasta el inicio de la temporada 2003/04, donde, tras un mal inicio, con 1 partido ganado y 10 perdidos, es destituido.
En 2004 es fichado por Boston Celtics. En la temporada 2007/08 llevaría a su equipo a ganar el anillo de la NBA, derrotando en la final por 4-2 a Los Angeles Lakers.
Tras finalizar su contrato en Boston, en 2011 prorroga su contrato cinco temporadas más pese a ser derrotado en semifinales de conferencia contra los Miami Heat por 4-3.

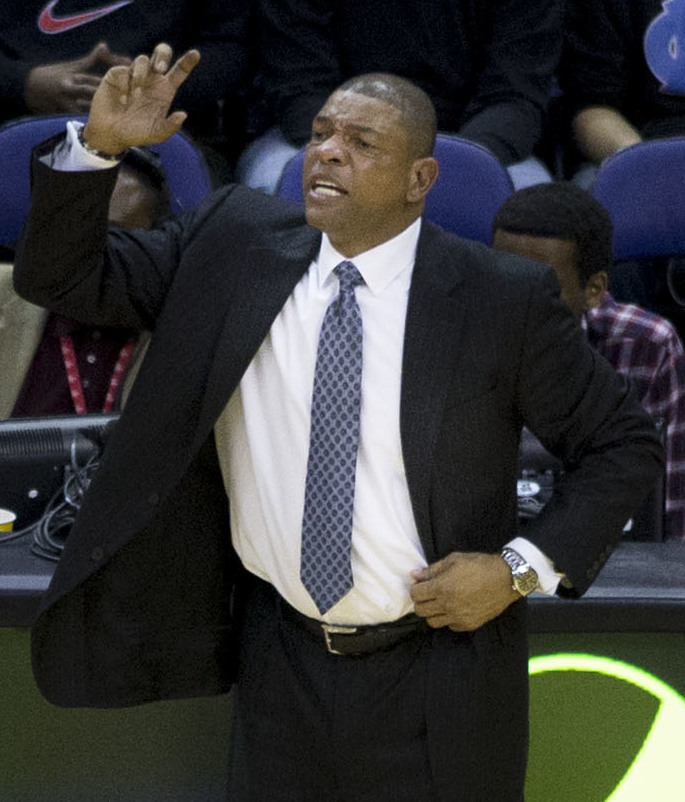
Rivers en 2013.

En 2013 se convierte en entrenador de Los Angeles Clippers, plantilla con aspiraciones al anillo con la terna de Chris Paul, Blake Griffin y DeAndre Jordan.
Su última campaña con los Clippers fue la 2019-20, en la que con jugadores como Kawhi Leonard o Paul George perdiendo en semifinales de Conferencia 4-3 contra los Denver Nuggets.
El 3 de octubre de 2020 se convirtió en el entrenador de los Philadelphia 76ers.
Durante su tercera temporada en Philadelphia, el 2 de febrero de 2023, fue nombrado entrenador del mes de enero, y también de marzo-abril de la conferencia Este. Pero al término de la temporada, el 16 de mayo de 2023 fue despedido por los 76ers tras tres temporadas.
El 24 de enero de 2024 es elegido para sustituir al entrenador principal, Adrian Griffin, en los Milwaukee Bucks. El 5 de febrero fue elegido como entrenador del equipo de la conferencia Este en el All-Star Game. El 16 de diciembre de 2024 se proclama campeón de la NBA Cup 2024.

## Estadísticas de su carrera como jugador en la NBA

### Temporada regular
| Año      | Equipo        | PJ  | PT  | MPP  | %TC  | %3P  | %TL  | RPP | APP  | ROB | TPP | PPP  |
| -------- | ------------- | --- | --- | ---- | ---- | ---- | ---- | --- | ---- | --- | --- | ---- |
| 1983-84  | Atlanta       | 81  | 47  | 23.9 | .462 | .167 | .785 | 2.7 | 3.9  | 1.6 | .4  | 9.3  |
| 1984-85  | Atlanta       | 69  | 58  | 30.8 | .476 | .417 | .770 | 3.1 | 5.9  | 2.4 | .8  | 14.1 |
| 1985-86  | Atlanta       | 53  | 50  | 29.6 | .474 | .000 | .608 | 3.1 | 8.4  | 2.3 | .2  | 11.5 |
| 1986-87  | Atlanta       | 82  | 82  | 31.6 | .451 | .190 | .828 | 3.6 | 10.0 | 2.1 | .4  | 12.8 |
| 1987-88  | Atlanta       | 80  | 80  | 31.3 | .453 | .273 | .758 | 4.6 | 9.3  | 1.8 | .5  | 14.2 |
| 1988-89  | Atlanta       | 76  | 76  | 32.4 | .455 | .347 | .861 | 3.8 | 6.9  | 2.4 | .5  | 13.6 |
| 1989-90  | Atlanta       | 48  | 44  | 31.8 | .454 | .364 | .812 | 4.2 | 5.5  | 2.4 | .5  | 12.5 |
| 1990-91  | Atlanta       | 79  | 79  | 32.7 | .435 | .336 | .844 | 3.2 | 4.3  | 1.9 | .6  | 15.2 |
| 1991-92  | L.A. Clippers | 59  | 25  | 28.1 | .424 | .283 | .832 | 2.5 | 3.9  | 1.9 | .3  | 10.9 |
| 1992-93  | New York      | 77  | 45  | 24.5 | .437 | .317 | .821 | 2.5 | 5.3  | 1.6 | .1  | 7.8  |
| 1993-94  | New York      | 19  | 19  | 26.3 | .433 | .365 | .636 | 2.1 | 5.3  | 1.3 | .3  | 7.5  |
| 1994-95  | New York      | 3   | 0   | 15.7 | .308 | .600 | .727 | 3.0 | 2.7  | 1.3 | .0  | 6.3  |
| 1994-95  | San Antonio   | 60  | 0   | 15.7 | .360 | .344 | .732 | 1.7 | 2.6  | 1.0 | .4  | 5.0  |
| 1995-96  | San Antonio   | 78  | 0   | 15.8 | .372 | .343 | .750 | 1.8 | 1.6  | .9  | .3  | 4.0  |
| Total    | Total         | 864 | 605 | 27.3 | .444 | .328 | .784 | 3.0 | 5.7  | 1.8 | .4  | 10.9 |
| All-Star | All-Star      | 1   | 0   | 16.0 | .500 | –    | .455 | 3.0 | 6.0  | –   | –   | 9.0  |

### Playoffs
| Año   | Equipo        | PJ | PT | MPP  | %TC  | %3P  | %TL  | RPP | APP  | ROB | TPP | PPP  |
| ----- | ------------- | -- | -- | ---- | ---- | ---- | ---- | --- | ---- | --- | --- | ---- |
| 1984  | Atlanta       | 5  | –  | 26.0 | .500 | .000 | .878 | 2.0 | 3.2  | 2.4 | .8  | 13.6 |
| 1986  | Atlanta       | 9  | 9  | 29.1 | .435 | .500 | .738 | 4.7 | 8.7  | 2.0 | .0  | 12.7 |
| 1987  | Atlanta       | 8  | 8  | 30.6 | .383 | –    | .500 | 3.4 | 11.3 | 1.1 | .4  | 7.8  |
| 1988  | Atlanta       | 12 | 12 | 34.1 | .511 | .318 | .907 | 4.9 | 9.6  | 2.1 | .2  | 15.7 |
| 1989  | Atlanta       | 5  | 5  | 38.2 | .386 | .316 | .708 | 4.8 | 6.8  | 1.4 | .4  | 13.4 |
| 1991  | Atlanta       | 5  | 5  | 34.6 | .469 | .091 | .895 | 4.0 | 3.0  | 1.0 | .4  | 15.6 |
| 1992  | L.A. Clippers | 5  | 4  | 37.4 | .446 | .500 | .815 | 3.8 | 4.2  | 1.2 | .0  | 15.2 |
| 1993  | New York      | 15 | 15 | 30.5 | .453 | .355 | .767 | 2.6 | 5.7  | 1.9 | .1  | 10.2 |
| 1995  | San Antonio   | 15 | 0  | 21.2 | .389 | .370 | .839 | 1.9 | 1.6  | .9  | .6  | 7.8  |
| 1996  | San Antonio   | 2  | 0  | 10.0 | .333 | .500 | –    | .5  | .0   | .0  | .0  | 1.5  |
| Total | Total         | 81 | 58 | 29.5 | .446 | .338 | .767 | 3.3 | 5.9  | 1.5 | .3  | 11.4 |

## Estadísticas como entrenador en la NBA
| Equipo        | Año     | T    | G    | P   | G–P% | Final           | TP  | GP  | PP  | G–P% | Resultado                            |
| ------------- | ------- | ---- | ---- | --- | ---- | --------------- | --- | --- | --- | ---- | ------------------------------------ |
| Orlando       | 1999-00 | 82   | 41   | 41  | .500 | 4.º en Atlantic | —   | —   | —   | —    | Sin playoffs                         |
| Orlando       | 2000-01 | 82   | 43   | 39  | .524 | 4.º en Atlantic | 4   | 1   | 3   | .250 | Pierde en Primera ronda              |
| Orlando       | 2001-02 | 82   | 44   | 38  | .537 | 3º en Atlantic  | 4   | 1   | 3   | .250 | Pierde en Primera ronda              |
| Orlando       | 2002-03 | 82   | 42   | 40  | .512 | 4.º en Atlantic | 7   | 3   | 4   | .429 | Pierde en Primera ronda              |
| Orlando       | 2003-04 | 11   | 1    | 10  | .091 | (despedido)     | —   | —   | —   | —    | —                                    |
| Boston        | 2004-05 | 82   | 45   | 37  | .549 | 1.º en Atlantic | 7   | 3   | 4   | .429 | Pierde en Primera ronda              |
| Boston        | 2005-06 | 82   | 33   | 49  | .402 | 3.º en Atlantic | —   | —   | —   | —    | Sin playoffs                         |
| Boston        | 2006-07 | 82   | 24   | 58  | .293 | 5.º en Atlantic | —   | —   | —   | —    | Sin playoffs                         |
| Boston        | 2007-08 | 82   | 66   | 16  | .805 | 1.º en Atlantic | 26  | 16  | 10  | .615 | Gana Campeonato de la NBA            |
| Boston        | 2008-09 | 82   | 62   | 20  | .756 | 1.º en Atlantic | 14  | 7   | 7   | .500 | Pierde en Semifinales de Conferencia |
| Boston        | 2009-10 | 82   | 50   | 32  | .610 | 1.º en Atlantic | 24  | 15  | 9   | .625 | Pierde en Finales de la NBA          |
| Boston        | 2010-11 | 82   | 56   | 26  | .683 | 1.º en Atlantic | 9   | 5   | 4   | .556 | Pierde en Semifinales de Conferencia |
| Boston        | 2011-12 | 66   | 39   | 27  | .591 | 1.º en Atlantic | 20  | 11  | 9   | .550 | Pierde en Finales de Conferencia     |
| Boston        | 2012-13 | 81   | 41   | 40  | .506 | 3.º en Atlantic | 6   | 2   | 4   | .333 | Pierde en Primera ronda              |
| L.A. Clippers | 2013-14 | 82   | 57   | 25  | .695 | 1.º en Pacific  | 13  | 6   | 7   | .462 | Pierde en Semifinales de Conferencia |
| L.A. Clippers | 2014-15 | 82   | 56   | 26  | .683 | 2.º en Pacific  | 14  | 7   | 7   | .500 | Pierde en Semifinales de Conferencia |
| L.A. Clippers | 2015-16 | 82   | 53   | 29  | .646 | 2.º en Pacific  | 6   | 2   | 4   | .333 | Pierde en Primera ronda              |
| L.A. Clippers | 2016-17 | 82   | 51   | 31  | .622 | 2.º en Pacific  | 7   | 3   | 4   | .429 | Pierde en Primera ronda              |
| L.A. Clippers | 2017-18 | 82   | 42   | 40  | .512 | 2.º en Pacific  | —   | —   | —   | —    | Sin playoffs                         |
| L.A. Clippers | 2018-19 | 82   | 48   | 34  | .585 | 2.º en Pacific  | 6   | 2   | 4   | .333 | Pierde en Primera ronda              |
| L.A. Clippers | 2019-20 | 72   | 49   | 23  | .681 | 2.º en Pacific  | 13  | 7   | 6   | .538 | Pierde en Semifinales de Conferencia |
| Philadelphia  | 2020-21 | 72   | 49   | 23  | .681 | 1.º en Atlantic | 12  | 7   | 5   | .583 | Pierde en Semifinales de Conferencia |
| Philadelphia  | 2021-22 | 82   | 51   | 31  | .622 | 2.º en Atlantic | 12  | 6   | 6   | .500 | Pierde en Semifinales de Conferencia |
| Philadelphia  | 2022-23 | 82   | 54   | 28  | .659 | 2.º en Atlantic | 11  | 7   | 4   | .636 | Pierde en Semifinales de Conferencia |
| Milwaukee     | 2023-24 | 36   | 17   | 19  | .472 | 1.º en Central  | 6   | 2   | 4   | .333 | Pierde en Primera ronda              |
| Milwaukee     | 2024-25 | 82   | 48   | 34  | .585 | 3.º en Central  | 5   | 1   | 4   | .200 | Pierde en Primera ronda              |
| Total         | Total   | 1978 | 1162 | 816 | .587 |                 | 226 | 114 | 112 | .504 |                                      |

## Logros y reconocimientos
- Como jugador:
  - Elegido para el All-Star Game de la NBA en 1988.
- Como entrenador:
  - Entrenador del Año en 2000.
  - Entrenador de la conferencia del Este para el All-Star Game de la NBA en 2008, 2011, 2021 y 2024.
  - Campeón de las Finales de la NBA del 2008.
  - Elegido como uno de los 15 mejores entrenadores de la historia de la NBA en 2022.
  - Campeón de la NBA Cup en 2024.

## Vida personal
Rivers recibió su apodo del entonces entrenador de los Marquette Warriors, Rick Majerus. Rivers asistió al campamento de verano llevando la camiseta del famoso baloncestista Julius Erving, conocido como "Dr. J". Majerus, inmediatamente comenzó a dirigirse a Rivers como "Doc"  y el resto de jugadores del campamento hicieron lo mismo. Con este nombre, se le ha conocido y llamado desde entonces.
Estuvo casado con Kristen Rivers desde 1986 hasta 2019 y tienen cuatro hijos (Jeremiah, Callie, Austin y Spencer). Su hijo Austin, nacido en 1992, juega de base y fue elegido en el Draft de la NBA de 2012 por los New Orleans Pelicans.
Su hija, Callie Rivers, jugadora de voleibol profesional, mantuvo una relación sentimental en el alero de estadounidense, Paul George. Ahora se encuentra casada con otro jugador profesional, Seth Curry.